# Ordre no 227

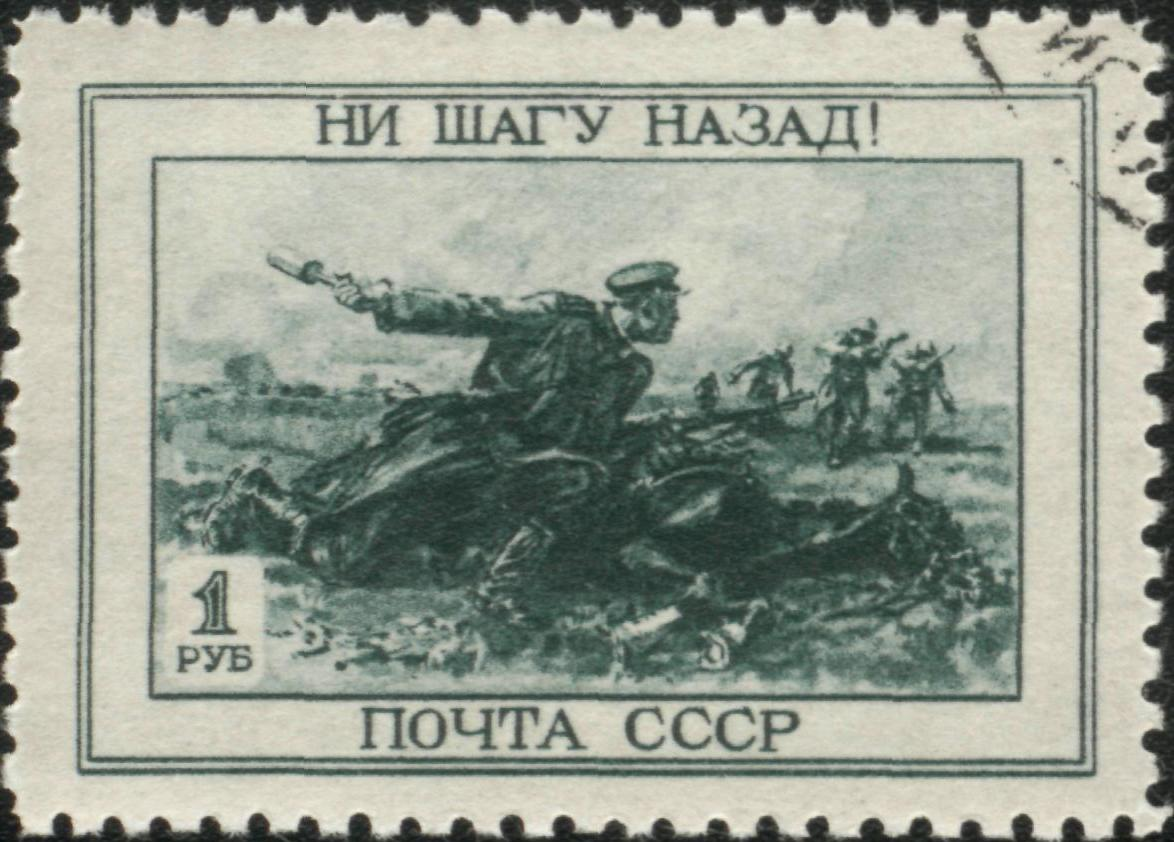
Timbre de poste soviétique sur lequel est inscrite la célèbre phrase « Pas un pas en arrière ! ».

L'Ordre no 227 du 28 juillet 1942 signé par Joseph Staline agissant en tant que commissaire du Peuple à la Défense, visait à interdire toute retraite sur le champ de bataille.
Il est également connu par son slogan « Pas un pas en arrière ! » (Ни шагу назад!, Ni chagou nazad).

## Contexte
Le texte se situe durant la période d'offensive d'été de la Wehrmacht, avec fin juin 1942, le début de l'Opération Fall Blau qui voit une poussée vers le Sud-Est à partir de l'Est de l'Ukraine, en direction de la Volga et au-delà de Bakou et de ses champs de pétrole.  En un mois, l'Armée rouge a reculé de près de 400 km sur ce front.
Le texte est publié deux jours après les annonces par la presse de la chute de Rostov et de Novotcherkassk, qui avaient eu un fort retentissement dans l'opinion soviétique.[réf. souhaitée]

## Teneur
Près d'un tiers du texte est consacré à décrire l'état dans lequel l'invasion allemande a plongé le pays, sur les plans tant militaire qu'économique. Staline dresse un tableau très noir, loin des clichés de la propagande, c'est là que réside la principale nouveauté de ce texte.
Il détaille les instructions au commandement militaire et politique.
Les commandants militaires ne peuvent effectuer de retraite sans ordre, sous peine d'être traduits en cour martiale.
Chaque front doit créer de un à trois bataillons disciplinaires (штрафбат, штрафной батальон, chtrafbat, chtrafnoï batalion) composés de condamnés. Ces unités se voyaient assigner les tâches les plus dangereuses.
Au sein de chaque armée, doivent être créées de trois à cinq unités de barrage (заградотряд, заградительный отряд, zagradotriad, zagraditelny otriad) fortement armées, chargées de tirer sur les troupes qui reculeraient.
Le préambule de l'ordre indiquait que ces deux mesures avaient été utilisées avec succès par les Allemands pendant leur retraite l'hiver précédent.
Ces mesures n'étaient pas nouvelles dans l'armée soviétique : les bataillons disciplinaires existent depuis juillet 1941, les unités de barrage depuis septembre 1941, elles sont simplement systématisées, donnant notamment plus de pouvoir à l'encadrement militaire.
Le texte a été largement diffusé, il a été demandé à tous les officiers de certifier par écrit en avoir lu et compris le contenu, les commissaires politiques l'ont lu à toutes les troupes, des mesures ont été prises pour qu'il soit lu même dans les hôpitaux.
Si on fait abstraction de son aspect répressif et militaire, son contenu et sa large diffusion en font une sorte d'équivalent du discours « du sang et des larmes » de Winston Churchill.

L'ordre 227
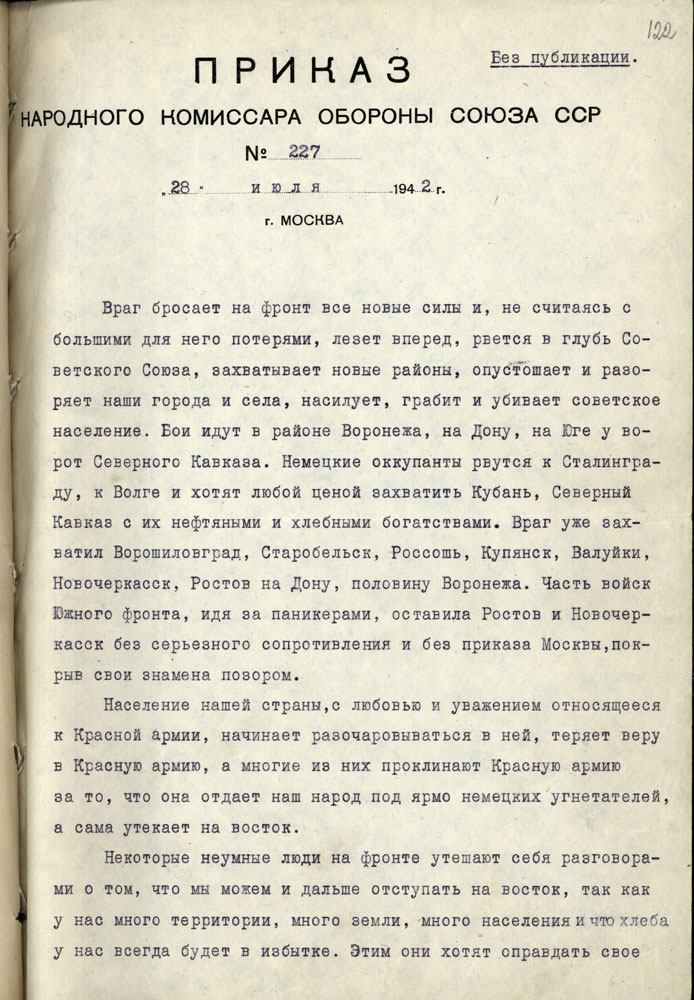
1
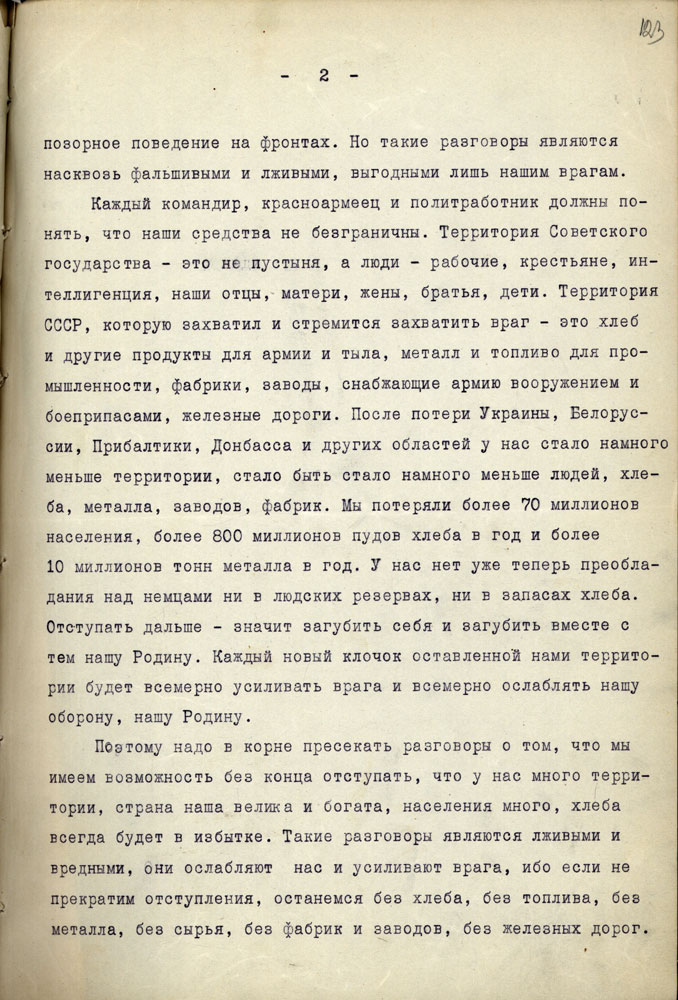
2
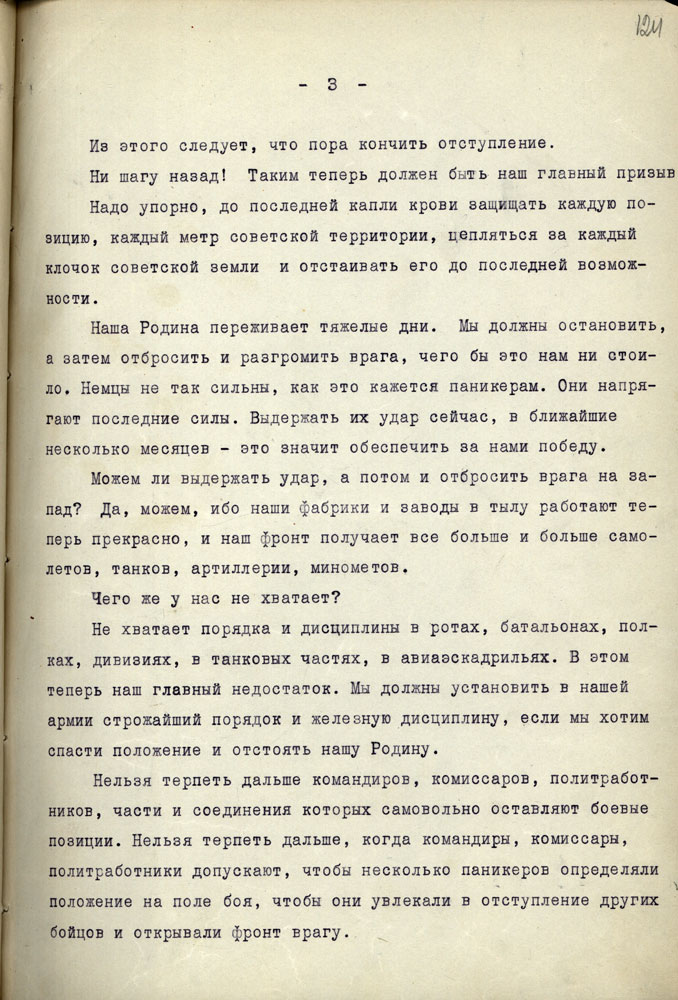
3
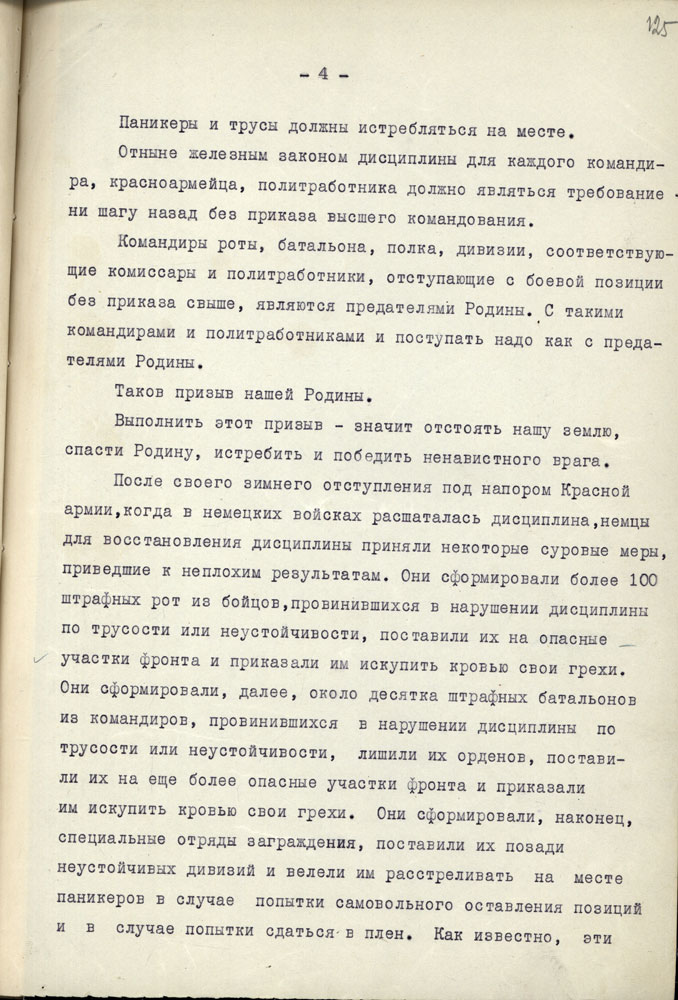
4
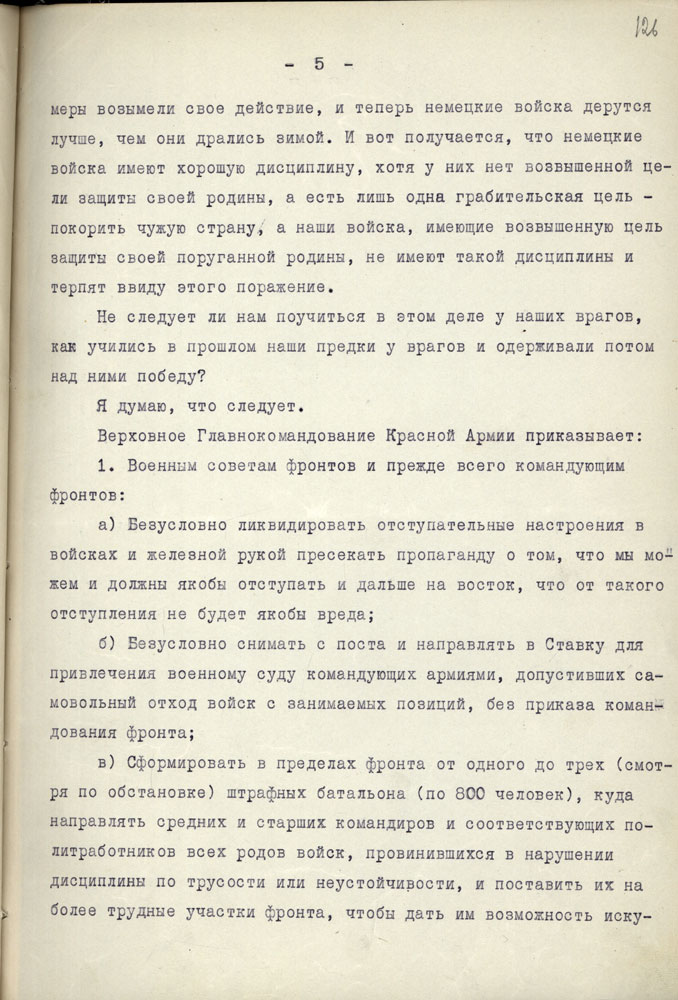
5
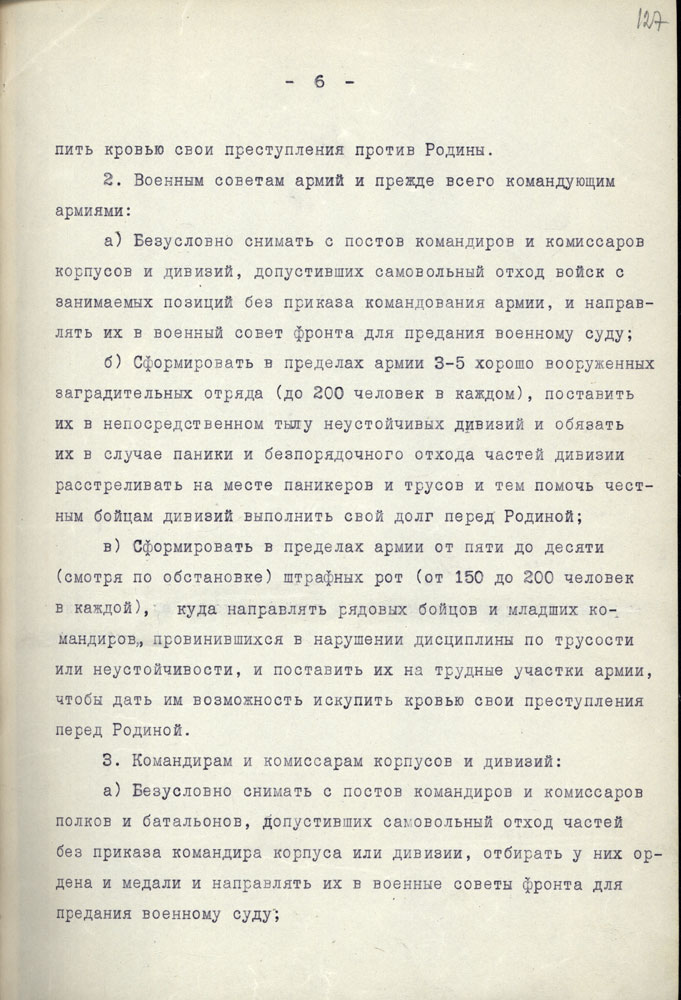
6
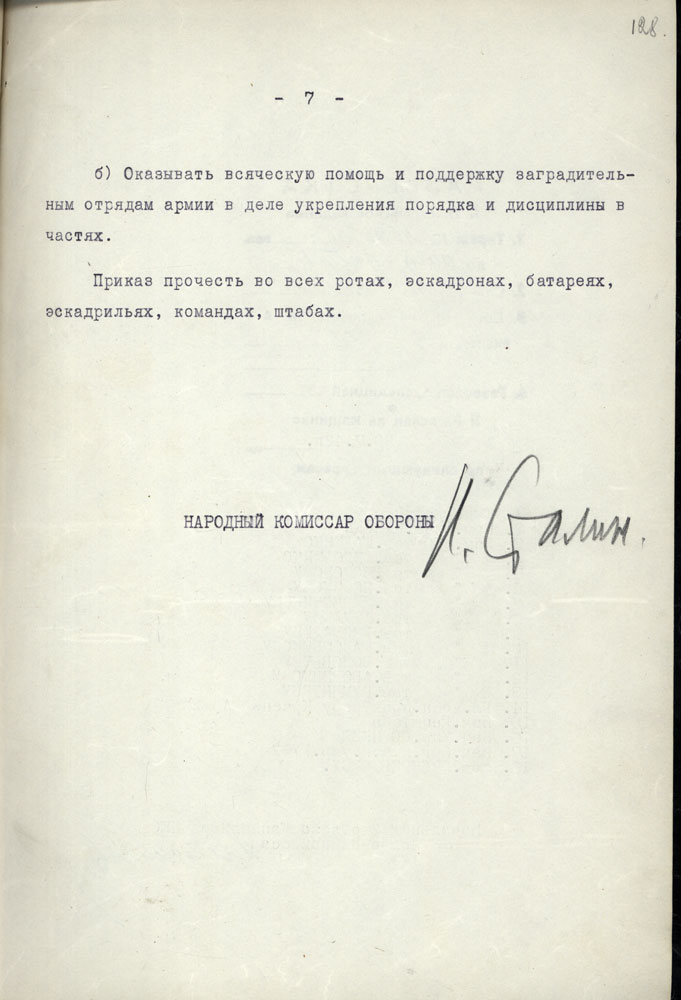
7

## Sources
- (fr) Texte en français
- (en) Texte en anglais
- (ru) Texte original